# Агент (гірнича справа)
Аге́нт (рос. агент; англ. agent; нім. Agent m) — діюча причина, чинник, фактор, тіло, речовина, що викликає те або інше явище, виконує певну роботу, напр.: антипінний агент, витіснювальний агент, тампонувальний агент, пінотвірний агент.
Агент витіснювальний (р. вытесняющий агент; а. displacement agent; н. Verdrängungsmedium n, Tlutmedium n; Triebmedium n) — контурна, підошовна вода або запомповуваний у пласт постійно чи у вигляді облямівки агент, що контактує безпосередньо з нафтою і витісняє її до видобувних свердловин.
Агенти мінералізатори (р. агенты-минерализаторы; а. mineralizing agents) — те саме, що мінералізатори.